# 叉唇无喙兰
叉唇无喙兰（学名：Holopogon smithianus）为兰科无喙兰属下的一个种。

## 扩展阅读
- 維基物種上的相關：叉唇无喙兰